# Rudolf Zitzmann
Rudolf Zitzmann (* 2. August 1898; † 29. Juli 1990) war ein deutscher freiwirtschaftlicher und lebensreformerischer Verleger sowie ein Verfolgter des Naziregimes.

## Leben
Zitzmanns Vater kämpfte als „Freisinniger für eine bessere Gesellschaftsordnung“. Schon früh begann Rudolf Zitzmann, sich für das Verlagswesen zu interessieren. Trotz Verbot durch die Nationalsozialisten veröffentlichte er Bücher von Franz Hochstetter. Zitzmann war deswegen für fünf Jahre und fünf Monate im KZ Dachau, im KZ Sachsenhausen, dem Zellengefängnis Nürnberg und im KZ Flossenbürg inhaftiert.
Nach Kriegsende begann Zitzmann sofort mit dem Wiederaufbau seiner Firma mit Sitz in Lauf bei Nürnberg, Espanstraße 1. Ab Mitte 1946 gab er die Zeitschrift Die Gefährten: Monatsschrift für Erkenntnis und Tat heraus, die eine Auflage von 33.000 Exemplaren erreichte und deren 34 Hefte von 1946 bis 1950 erschienen; Richard Batz, Paul Diehl, Franz Hochstetter, Karl Walker und Werner Zimmermann unterstützten ihn dabei. Zudem gab er die FKK-Zeitschrift Helios - Sonnenstrahl, Geist und Gestalt heraus (Heft 1 bis 180 mit einer Lücke von 3 Heften). Zusätzlich gab der Verlag noch die EOS-Naturisten-Hefte heraus. Dabei wirkte zeitweise Adolf Koch (Berlin) als Schriftleiter mit. Eine weitere Herausgabe der in dieser Zeit sehr erfolgreichen FKK-Schriften wurde durch die finanzierenden Banken verhindert. Während der 1950er bis in die frühen 1960er Jahre konnte Zitzmann seinen Verlag erfolgreich ausbauen und bis zu 15 Mitarbeiter beschäftigen; er wurde zur „ersten Adresse“ für freiwirtschaftliche Literatur.
Um eine Entschädigung für während des Zweiten Weltkrieges Erlittenes kämpfte Zitzmann vergebens.

## Veröffentlichungen (Auswahl)
- Benedikt Uhlemayr: Silvio Gesell, 1931
- Franz Hochstetter: Geld und Kredit als Störer der modernen Tauschwirtschaft, 1936
- Richard Batz: Freiheit Ordnung Friede, 1948
- Karl Walker: Freiheit - und Sozialismus?, 1948
- Silvio Gesell: Die natürliche Wirtschaftsordnung durch Freiland und Freigeld, 1949. (Zitzmann zufolge war das Papier, das ihm die amerikanische Besatzung zuteilte, ursprünglich für eine Neuauflage von Hitlers Mein Kampf vorgesehen.)[5]
- Burton J. Hendrick: Das Bollwerk der Republik - Eine Biographie der Amerikanischen Verfassung, 1953[6]
- Rudolf Kinsky: Naturgesetzlichkeit der Gesellschaftsordnung, 1961
- Will Noebe: Um die Güter der Erde, 1965